# Me and Charlie Talking
Me and Charlie Talking è il singolo di debutto della cantante country statunitense Miranda Lambert. Lanciato nel 2004, il singolo non ha ottenuto un grande successo: è arrivato sino alla posizione 27 della classifica delle canzoni country americane, ma non è mai entrato nella classifica principale, la Billboard Hot 100.

## Classifiche
| Classifica (2004)                | Posizione massima |
| -------------------------------- | ----------------- |
| U.S. Billboard Hot Country Songs | 27                |